# Temporada 2022 del Campeonato del Mundo de Moto2
La temporada 2022 del Campeonato del Mundo de Moto2 fue la 13.ª edición de este campeonato creado en 2010. Este campeonato fue parte de la 74.ª edición del Campeonato del Mundo de Motociclismo.

## Calendario
El 7 de octubre de 2021, la FIM y Dorna hicieron público el calendario provisional para 2022.
| Ronda                                               | Gran Premio                            | Circuito                                                | Fecha                            |
| --------------------------------------------------- | -------------------------------------- | ------------------------------------------------------- | -------------------------------- |
| 1                                                   | Gran Premio de Catar                   | Circuito Internacional de Losail, Lusail                | 4-6 de marzo                     |
| 2                                                   | Gran Premio de Indonesia               | Circuito Urbano Internacional de Mandalika, Lombok      | 18-20 de marzo                   |
| 3                                                   | Gran Premio de la República Argentina  | Autódromo Termas de Río Hondo, Santiago del Estero      | 1-3 de abril                     |
| 4                                                   | Gran Premio de las Américas            | Circuito de las Américas, Austin, Texas                 | 8-10 de abril                    |
| 5                                                   | Gran Premio de Portugal                | Autódromo Internacional do Algarve, Portimão            | 22-24 de abril                   |
| 6                                                   | Gran Premio de España                  | Circuito de Jerez, Jerez de la Frontera                 | 29-30 de abril-1 de mayo         |
| 7                                                   | Gran Premio de Francia                 | Circuito de Bugatti, Le Mans                            | 13-15 de mayo                    |
| 8                                                   | Gran Premio de Italia                  | Autódromo Internacional del Mugello, Scarperia          | 27-29 de mayo                    |
| 9                                                   | Gran Premio de Cataluña                | Circuito de Barcelona-Cataluña, Montmeló                | 3-5 de junio                     |
| 10                                                  | Gran Premio de Alemania                | Sachsenring, Hohenstein-Ernstthal                       | 17-19 de junio                   |
| 11                                                  | TT Assen                               | Circuito de Assen, Assen                                | 24-26 de junio                   |
| 12                                                  | Gran Premio de Gran Bretaña            | Circuito de Silverstone, Silverstone                    | 5-7 de agosto                    |
| 13                                                  | Gran Premio de Austria                 | Red Bull Ring, Spielberg                                | 19-21 de agosto                  |
| 14                                                  | Gran Premio de San Marino              | Misano World Circuit Marco Simoncelli, Misano Adriatico | 2-4 de septiembre                |
| 15                                                  | Gran Premio de Aragón                  | MotorLand Aragón, Alcañiz                               | 16-18 de septiembre              |
| 16                                                  | Gran Premio de Japón                   | Twin Ring Motegi, Motegi                                | 23-25 de septiembre              |
| 17                                                  | Gran Premio de Tailandia               | Circuito Internacional de Chang, Buriram                | 31 de septiembre -1-2 de octubre |
| 18                                                  | Gran Premio de Australia               | Circuito de Phillip Island, Isla Phillip                | 14-16 de octubre                 |
| 19                                                  | Shell Gran Premio de Malasia           | Circuito Internacional de Sepang, Selangor              | 21-23 de octubre                 |
| 20                                                  | Gran Premio de la Comunidad Valenciana | Circuito Ricardo Tormo, Valencia                        | 4-6 de noviembre                 |
| Grandes Premios cancelados                          |                                        |                                                         |                                  |
| -                                                   | Gran Premio de Finlandia               | Kymi Ring, Kymenlaakso                                  | 8-10 de julio                    |
| Notas: Actualizado a 12 de octubre de 2021 1. 2. 3. |                                        |                                                         |                                  |

### Cambios en el calendario
- Vuelve el Gran Premio de Indonesia en el circuito urbano de Mandalika después de que se realizase por última vez en 1997, aquella ocasión en el Circuito Internacional de Sentul
- Después de cancelarse dos años consecutivos por la Pandemia de COVID-19, regresa el Gran Premio de Finlandia, realizado por última vez en 1982 en el Circuito de Imatra
- Tras realizarse en 2020 y 2021 para sustituir a carreras canceladas o pospuestas, el Gran Premio de Portugal regresa de manera estable en 2022. Se realizará en el Autódromo Internacional do Algarve, al igual que los años anteriores.
- Debido a la Pandemia de COVID-19, los Grandes Premios de la República Argentina, Japón, Tailandia, Australia y Malasia vuelven al calendario, mientras que los Grandes Premios de Doha, Estiria, Emilia-Romaña y Algarve desaparecen.
- El 25 de mayo se anunció la cancelación del Gran Premio de Finlandia debido a los retrasos en las obras de homologación del Kymi Ring, sumados a la situación geopolítica que atraviesa la región por la invasión rusa de Ucrania llevaron a la cancelación de la prueba.[2][3][4]

## Equipos y pilotos
El 23 de septiembre de 2021, la FIM dio a conocer la lista de equipos inscriptos para la temporada 2022.
| Equipo                       | Constructor | Moto            | N.º | Piloto                  | Rondas             |
| ---------------------------- | ----------- | --------------- | --- | ----------------------- | ------------------ |
| Speed Up Racing              | Boscoscuro  | Boscoscuro B-22 | 5   | Romano Fenati           | 1-6                |
| Speed Up Racing              | Boscoscuro  | Boscoscuro B-22 | 21  | Alonso López            | 7-20               |
| Speed Up Racing              | Boscoscuro  | Boscoscuro B-22 | 54  | Fermín Aldeguer         | Todas              |
| GasGas Aspar Team            | Kalex       | Kalex Moto2     | 11  | Mattia Pasini           | 8, 14              |
| GasGas Aspar Team            | Kalex       | Kalex Moto2     | 75  | Albert Arenas           | Todas              |
| GasGas Aspar Team            | Kalex       | Kalex Moto2     | 96  | Jake Dixon              | Todas              |
| American Racing              | Kalex       | Kalex Moto2     | 4   | Sean Dylan Kelly        | Todas              |
| American Racing              | Kalex       | Kalex Moto2     | 6   | Cameron Beaubier        | Todas              |
| American Racing              | Kalex       | Kalex Moto2     | 33  | Rory Skinner            | 12-13              |
| Elf Marc VDS Racing Team     | Kalex       | Kalex Moto2     | 8   | Senna Agius             | 13-15              |
| Elf Marc VDS Racing Team     | Kalex       | Kalex Moto2     | 14  | Tony Arbolino           | Todas              |
| Elf Marc VDS Racing Team     | Kalex       | Kalex Moto2     | 22  | Sam Lowes               | 1-12, 16-20        |
| Gresini Racing Moto2         | Kalex       | Kalex Moto2     | 12  | Filip Salač             | Todas              |
| Gresini Racing Moto2         | Kalex       | Kalex Moto2     | 61  | Alessandro Zaccone      | Todas              |
| Idemitsu Honda Team Asia     | Kalex       | Kalex Moto2     | 35  | Somkiat Chantra         | Todas              |
| Idemitsu Honda Team Asia     | Kalex       | Kalex Moto2     | 79  | Ai Ogura                | Todas              |
| Red Bull KTM Ajo             | Kalex       | Kalex Moto2     | 37  | Augusto Fernández       | Todas              |
| Red Bull KTM Ajo             | Kalex       | Kalex Moto2     | 51  | Pedro Acosta            | 1-10, 12-20        |
| Italtrans Racing Team        | Kalex       | Kalex Moto2     | 16  | Joe Roberts             | Todas              |
| Italtrans Racing Team        | Kalex       | Kalex Moto2     | 19  | Lorenzo Dalla Porta     | Todas              |
| Liqui Moly Intact GP         | Kalex       | Kalex Moto2     | 23  | Marcel Schrötter        | Todas              |
| Liqui Moly Intact GP         | Kalex       | Kalex Moto2     | 52  | Jeremy Alcoba           | Todas              |
| Pertamina Mandalika SAG Team | Kalex       | Kalex Moto2     | 2   | Gabriel Rodrigo         | 1-8                |
| Pertamina Mandalika SAG Team | Kalex       | Kalex Moto2     | 29  | Taiga Hada              | 13-20              |
| Pertamina Mandalika SAG Team | Kalex       | Kalex Moto2     | 55  | Alex Toledo             | 9-11               |
| Pertamina Mandalika SAG Team | Kalex       | Kalex Moto2     | 64  | Bo Bendsneyder          | Todas              |
| Pertamina Mandalika SAG Team | Kalex       | Kalex Moto2     | 74  | Piotr Biesiekirski      | 9                  |
| Pertamina Mandalika SAG Team | Kalex       | Kalex Moto2     | 74  | Piotr Biesiekirski      | 12                 |
| Mooney VR46 Racing Team      | Kalex       | Kalex Moto2     | 13  | Celestino Vietti        | Todas              |
| Mooney VR46 Racing Team      | Kalex       | Kalex Moto2     | 28  | Niccolò Antonelli       | Todas              |
| Flexbox HP40                 | Kalex       | Kalex Moto2     | 9   | Jorge Navarro           | 1-18               |
| Flexbox HP40                 | Kalex       | Kalex Moto2     | 40  | Arón Canet              | Todas              |
| Flexbox HP40                 | Kalex       | Kalex Moto2     | 72  | Borja Gómez             | 19-20              |
| Yamaha VR46 Master Camp Team | Kalex       | Kalex Moto2     | 18  | Manuel González         | Todas              |
| Yamaha VR46 Master Camp Team | Kalex       | Kalex Moto2     | 62  | Stefano Manzi           | 6-7, 9             |
| Yamaha VR46 Master Camp Team | Kalex       | Kalex Moto2     | 81  | Keminth Kubo            | 1-3, 5-6, 8, 10-20 |
| RW Racing GP                 | Kalex       | Kalex Moto2     | 7   | Barry Baltus            | 1-2, 4-19          |
| RW Racing GP                 | Kalex       | Kalex Moto2     | 11  | Mattia Pasini           | 20                 |
| RW Racing GP                 | Kalex       | Kalex Moto2     | 84  | Zonta van den Goorbergh | 1-18, 20           |
| RW Racing GP                 | Kalex       | Kalex Moto2     | 20  | Azroy Anuar             | 19                 |
| Petronas MIE Racing RW       | Kalex       | Kalex Moto2     | 27  | Kasma Daniel            | 19                 |
| MV Agusta Forward Racing     | MV Agusta   | MV Agusta F2    | 17  | Álex Escrig             | 20                 |
| MV Agusta Forward Racing     | MV Agusta   | MV Agusta F2    | 24  | Simone Corsi            | 1-18, 20           |
| MV Agusta Forward Racing     | MV Agusta   | MV Agusta F2    | 42  | Marcos Ramírez          | Todas              |
| MV Agusta Forward Racing     | MV Agusta   | MV Agusta F2    | 98  | David Sanchís           | 19                 |
| Fuente:                      |             |                 |     |                         |                    |

| Leyenda             | Leyenda |
| ------------------- | ------- |
| Piloto titular      |         |
| Piloto invitado     |         |
| Piloto de reemplazo |         |

- Todos los equipos utilizan neumáticos Dunlop y motores Triumph de 3 cilindros de 765 cc.

### Cambios de equipos
- El SIC Racing Team, equipo malayo que compitió en la categoría en 2014 como AirAsia Caterham Moto Racing y desde el 2018 hasta el 2021 como el Petronas Sprinta Racing dejó el campeonato debido a problemas económicos occurridos por la salida de su principal patrocinador, Petronas.[27][28][29]

### Cambios de pilotos
- Tras dos temporadas en el Aspar Team Moto2, Arón Canet dejó el equipo para fichar por el Flexbox HP40.
- Pedro Acosta ascendió a Moto2 con el Red Bull KTM Ajo, equipo con el que disputó la temporada 2021 del campeonato del mundo de Moto3.
- Después de solo una temporada en el Liqui Moly Intact GP, Tony Arbolino dejó el equipo para fichar por el Elf Marc VDS Racing Team.
- Tras dos temporadas en el Marc VDS Racing Team, Augusto Fernández dejó el equipo para fichar por el Red Bull KTM Ajo.
- Jeremy Alcoba ascendió a Moto2 con el Liqui Moly Intact GP.
- Gabriel Rodrigo ascendió a Moto2 con el Pertamina Mandalika SAG Team, ocupando el lugar dejado por el retirado Thomas Lüthi.
- Niccolò Antonelli ascendió a Moto2 con el Aramco VR46 Team.
- Fermín Aldeguer, campeón del FIM CEV Moto2 European Championship da el salto a Moto2 con el Speed Up Racing.
- Romano Fenati regresa a Moto2 con el Speed Up Racing. Fenati disputó previamente la temporada 2018 de Moto2 con el Marinelli Rivacold Snipers.
- Tras dos temporadas en el American Racing, Marcos Ramírez dejó el equipo para fichar por el MV Agusta Forward Racing.
- Sean Dylan Kelly campeón del MotoAmerica Supersport en 2021 hará su debut en Moto2 con el American Racing. Kelly disputó con el equipo el Gran Premio de la Comunidad Valenciana 2019.
- Filip Salač ascendió a Moto2 con el Team Gresini Moto2.
- Tras tres temporadas en el Speed Up Racing, Jorge Navarro dejó el equipo para fichar por el Flexbox HP40.
- Tras dos temporadas en el Petronas Sprinta Racing y ante la desaparición del equipo, Jake Dixon fichó por el GasGas Factory Aspar Team.
- El neerlandés Zonta van den Goorbergh hará su debut en el Campeonato Mundial de Motociclismo en Moto2 con el NTS RW Racing GP.

## Resultados

### Resultados por Gran Premio
| Ronda | Gran Premio                            | Pole position     | Vuelta rápida     | Piloto ganador    | Equipo ganador           | Constructor ganador |
| ----- | -------------------------------------- | ----------------- | ----------------- | ----------------- | ------------------------ | ------------------- |
| 1     | Gran Premio de Catar                   | Celestino Vietti  | Celestino Vietti  | Celestino Vietti  | Mooney VR46 Racing Team  | Kalex               |
| 2     | Gran Premio de Indonesia               | Jake Dixon        | Somkiat Chantra   | Somkiat Chantra   | Idemitsu Honda Team Asia | Kalex               |
| 3     | Gran Premio de Argentina               | Fermín Aldeguer   | Celestino Vietti  | Celestino Vietti  | Mooney VR46 Racing Team  | Kalex               |
| 4     | Gran Premio de las Américas            | Cameron Beaubier  | Arón Canet        | Tony Arbolino     | Elf Marc VDS Racing Team | Kalex               |
| 5     | Gran Premio de Portugal                | Arón Canet        | Joe Roberts       | Joe Roberts       | Italtrans Racing Team    | Kalex               |
| 6     | Gran Premio de España                  | Ai Ogura          | Sam Lowes         | Ai Ogura          | Idemitsu Honda Team Asia | Kalex               |
| 7     | Gran Premio de Francia                 | Pedro Acosta      | Augusto Fernández | Augusto Fernández | Red Bull KTM Ajo         | Kalex               |
| 8     | Gran Premio de Italia                  | Arón Canet        | Augusto Fernández | Pedro Acosta      | Red Bull KTM Ajo         | Kalex               |
| 9     | Gran Premio de Cataluña                | Celestino Vietti  | Arón Canet        | Celestino Vietti  | Mooney VR46 Racing Team  | Kalex               |
| 10    | Gran Premio de Alemania                | Sam Lowes         | Augusto Fernández | Augusto Fernández | Red Bull KTM Ajo         | Kalex               |
| 11    | Gran Premio de los Países Bajos        | Jake Dixon        | Celestino Vietti  | Augusto Fernández | Red Bull KTM Ajo         | Kalex               |
| 12    | Gran Premio de Gran Bretaña            | Augusto Fernández | Augusto Fernández | Augusto Fernández | Red Bull KTM Ajo         | Kalex               |
| 13    | Gran Premio de Austria                 | Ai Ogura          | Celestino Vietti  | Ai Ogura          | Idemitsu Honda Team Asia | Kalex               |
| 14    | Gran Premio de San Marino              | Celestino Vietti  | Ai Ogura          | Alonso López      | +Ego Speed Up            | Boscoscuro          |
| 15    | Gran Premio de Aragón                  | Augusto Fernández | Pedro Acosta      | Pedro Acosta      | Red Bull KTM Ajo         | Kalex               |
| 16    | Gran Premio de Japón                   | Arón Canet        | Augusto Fernández | Ai Ogura          | Idemitsu Honda Team Asia | Kalex               |
| 17    | Gran Premio de Tailandia               | Somkiat Chantra   | Tony Arbolino     | Tony Arbolino     | Elf Marc VDS Racing Team | Kalex               |
| 18    | Gran Premio de Australia               | Fermín Aldeguer   | Alonso López      | Alonso López      | Beta Tools Speed Up      | Boscoscuro          |
| 19    | Gran Premio de Malasia                 | Ai Ogura          | Tony Arbolino     | Tony Arbolino     | Elf Marc VDS Racing Team | Kalex               |
| 20    | Gran Premio de la Comunidad Valenciana | Alonso López      | Cameron Beaubier  | Pedro Acosta      | Red Bull KTM Ajo         | Kalex               |

### Campeonato de pilotos
Sistema de puntuación
Los puntos se reparten entre los quince primeros clasificados en acabar la carrera. 
Sistema de puntuación de 1993 hasta 2022:
| Posición | 1.º | 2.º | 3.º | 4.º | 5.º | 6.º | 7.º | 8.º | 9.º | 10.º | 11.º | 12.º | 13.º | 14.º | 15.º |
| Puntos   | 25  | 20  | 16  | 13  | 11  | 10  | 9   | 8   | 7   | 6    | 5    | 4    | 3    | 2    | 1    |

| Pos. | Piloto                  | Moto       | QAT | INA | ARG | AME | POR | SPA | FRA | ITA | CAT | GER | NED | GBR | AUT | RSM | ARA | JPN | THA | AUS | MAL | VAL | Ptos. |
| ---- | ----------------------- | ---------- | --- | --- | --- | --- | --- | --- | --- | --- | --- | --- | --- | --- | --- | --- | --- | --- | --- | --- | --- | --- | ----- |
| 1    | Augusto Fernández       | Kalex      | 4   | 5   | Ret | 9   | Ret | 4   | 1   | 5   | 3   | 1   | 1   | 1   | 5   | 3   | 3   | 2   | 7   | Ret | 4   | 2   | 271.5 |
| 2    | Ai Ogura                | Kalex      | 6   | 6   | 3   | 2   | Ret | 1   | 5   | 3   | 7   | 8   | 2   | 4   | 1   | 5   | 4   | 1   | 6   | 11  | Ret | Ret | 242   |
| 3    | Arón Canet              | Kalex      | 2   | 3   | 4   | Ret | Ret | 2   | 2   | Ret | 2   | 9   | DNS | 5   | 6   | 2   | 2   | Ret | 3   | 9   | 8   | Ret | 200   |
| 4    | Tony Arbolino           | Kalex      | 5   | 8   | 6   | 1   | Ret | 3   | Ret | 4   | 10  | 10  | 7   | 12  | Ret | 7   | 5   | 6   | 1   | Ret | 1   | 3   | 191.5 |
| 5    | Pedro Acosta            | Kalex      | 12  | 9   | 7   | Ret | Ret | 20  | Ret | 1   | 6   | 2   |     | DNS | 4   | 6   | 1   | 7   | 16  | 2   | Ret | 1   | 177   |
| 6    | Jake Dixon              | Kalex      | 11  | Ret | 5   | 3   | Ret | Ret | 21  | 6   | 4   | 11  | 3   | 3   | 3   | Ret | Ret | 4   | 4   | 3   | 3   | 7   | 168.5 |
| 7    | Celestino Vietti        | Kalex      | 1   | 2   | 1   | Ret | 2   | 6   | 8   | Ret | 1   | Ret | 4   | 6   | Ret | Ret | 10  | Ret | 10  | Ret | Ret | Ret | 165   |
| 8    | Alonso López            | Boscoscuro |     |     |     |     |     |     | Ret | 8   | 8   | 7   | 6   | 2   | 7   | 1   | Ret | 3   | 5   | 1   | 2   | Ret | 155.5 |
| 9    | Joe Roberts             | Kalex      | 8   | 11  | 13  | 8   | 1   | 8   | 7   | 2   | Ret | 13  | 8   | 7   | 14  | 9   | 9   | 12  | 8   | Ret | Ret | 15  | 131   |
| 10   | Somkiat Chantra         | Kalex      | DNS | 1   | 2   | Ret | Ret | Ret | 3   | Ret | 12  | 15  | 13  | 13  | 2   | 8   | 7   | 5   | Ret | 8   | Ret | Ret | 128   |
| 11   | Marcel Schrötter        | Kalex      | 10  | 16  | 12  | 4   | 4   | 5   | 6   | 9   | 5   | 4   | Ret | Ret | 8   | 11  | Ret | 13  | 15  | 13  | 6   | 10  | 123.5 |
| 12   | Albert Arenas           | Kalex      | 13  | 10  | 8   | 11  | Ret | 9   | 19  | 10  | Ret | 6   | Ret | Ret | 9   | 4   | Ret | 8   | 14  | 14  | 13  | 5   | 90    |
| 13   | Bo Bendsneyder          | Kalex      | 19  | 15  | 9   | 7   | 8   | 7   | 14  | 11  | 13  | 16  | 5   | 10  | 15  | 12  | 15  | 9   | 18  | 10  | 14  | 11  | 87    |
| 14   | Jorge Navarro           | Kalex      | 7   | 13  | Ret | 5   | 3   | 10  | 9   | 12  | 14  | Ret | 12  | 8   | 11  | Ret | 8   | Ret | 20  | Ret |     |     | 83    |
| 15   | Fermín Aldeguer         | Boscoscuro | 16  | 7   | Ret | Ret | 7   | Ret | Ret | 14  | 15  | 5   | 11  | 15  | Ret | Ret | 6   | Ret | Ret | 4   | 10  | 4   | 80    |
| 16   | Manuel González         | Kalex      | 20  | 18  | 14  | 13  | 5   | 16  | 11  | 20  | 9   | 12  | 9   | 11  | Ret | Ret | Ret | DNS | 25  | 5   | 5   | 6   | 76    |
| 17   | Cameron Beaubier        | Kalex      | 9   | 12  | 11  | Ret | Ret | Ret | 4   | 7   | Ret | 14  | Ret | Ret | 13  | 14  | 11  | 11  | Ret | 7   | 7   | Ret | 73    |
| 18   | Jeremy Alcoba           | Kalex      | 14  | 14  | 16  | 6   | 6   | 12  | 13  | 17  | 18  | 20  | 14  | 14  | 10  | 10  | Ret | Ret | Ret | 6   | 9   | 8   | 72    |
| 19   | Sam Lowes               | Kalex      | 3   | 4   | 10  | Ret | Ret | Ret | DNS | Ret | Ret | 3   | Ret | DNS |     |     |     | DNS | 19  | 12  | DNS |     | 55    |
| 20   | Filip Salač             | Kalex      | Ret | 21  | Ret | 14  | 14  | 21  | 15  | 13  | Ret | Ret | 10  | 9   | Ret | Ret | 17  | 10  | 2   | Ret | 11  | 13  | 45    |
| 21   | Barry Baltus            | Kalex      | Ret | DNS |     | 10  | 9   | 14  | Ret | 16  | 17  | Ret | 15  | 16  | 12  | 13  | 13  | 14  | 12  | Ret | DNS |     | 30    |
| 22   | Lorenzo Dalla Porta     | Kalex      | Ret | 20  | Ret | 16  | Ret | 15  | 12  | Ret | 11  | Ret | 16  | 17  | Ret | Ret | 12  | 15  | Ret | Ret | 12  | 14  | 21    |
| 23   | Stefano Manzi           | Kalex      |     |     |     |     |     | 13  | 10  |     | 16  |     |     |     |     |     |     |     |     |     |     |     | 9     |
| 24   | Alessandro Zaccone      | Kalex      | 22  | 24  | Ret | Ret | 15  | 11  | 18  | 19  | Ret | 19  | Ret | 18  | Ret | 15  | 14  | Ret | 21  | 16  | Ret | 16  | 9     |
| 25   | Keminth Kubo            | Kalex      | 23  | Ret | 19  |     | 12  | WD  |     | 22  |     | Ret | 21  | 23  | Ret | Ret | Ret | 18  | 9   | Ret | 16  | 17  | 7.5   |
| 26   | Senna Agius             | Kalex      |     |     |     |     |     |     |     |     |     |     |     |     | 17  | Ret | 16  |     |     |     |     | 9   | 7     |
| 27   | Romano Fenati           | Boscoscuro | 15  | 19  | 18  | 15  | 11  | Ret |     |     |     |     |     |     |     |     |     |     |     |     |     |     | 7     |
| 28   | Gabriel Rodrigo         | Kalex      | 21  | 22  | Ret | Ret | 10  | 17  | Ret | DNS |     |     |     |     |     |     |     |     |     |     |     |     | 6     |
| 29   | Sean Dylan Kelly        | Kalex      | 25  | Ret | Ret | 17  | 13  | 22  | 20  | 23  | 21  | 17  | 19  | 22  | Ret | Ret | 21  | 19  | 11  | 18  | 18  | 18  | 5.5   |
| 30   | Marcos Ramírez          | MV Agusta  | 17  | 17  | 15  | 12  | Ret | Ret | Ret | Ret | 24  | Ret | 17  | Ret | 19  | 16  | 18  | 20  | 23  | 17  | 17  | 20  | 5     |
| 31   | Borja Gómez             | Kalex      |     |     |     |     |     |     |     |     |     |     |     |     |     |     |     |     |     |     | 20  | 12  | 4     |
| 32   | Taiga Hada              | Kalex      |     |     |     |     |     |     |     |     |     |     |     |     | 22  | 17  | Ret | 17  | 13  | 15  | 15  | Ret | 3.5   |
| 33   | Mattia Pasini           | Kalex      |     |     |     |     |     |     |     | 15  |     |     |     |     |     | Ret |     |     |     |     |     | Ret | 1     |
| 34   | Zonta van den Goorbergh | Kalex      | 24  | 23  | Ret | Ret | Ret | 19  | 17  | 21  | 20  | 18  | 18  | Ret | 18  | Ret | Ret | 16  | 17  | WD  |     | 21  | 0     |
| 35   | Simone Corsi            | MV Agusta  | 18  | Ret | 17  | Ret | Ret | 18  | 16  | Ret | 22  | Ret | 20  | 20  | 20  | Ret | 19  | Ret | 24  | Ret |     | Ret | 0     |
| 36   | Niccolò Antonelli       | Kalex      | 26  | 25  | Ret | Ret | Ret | 23  | Ret | 18  | 19  | Ret | Ret | 19  | 16  | Ret | 20  | Ret | 22  | Ret | 21  | Ret | 0     |
| 37   | Kasma Daniel            | Kalex      |     |     |     |     |     |     |     |     |     |     |     |     |     |     |     |     |     |     | 19  |     | 0     |
| 38   | Álex Escrig             | MV Agusta  |     |     |     |     |     |     |     |     |     |     |     |     |     |     |     |     |     |     |     | 19  | 0     |
| 39   | Rory Skinner            | Kalex      |     |     |     |     |     |     |     |     |     |     |     | 21  | 21  |     |     |     |     |     |     |     | 0     |
| 40   | Alex Toledo             | Kalex      |     |     |     |     |     |     |     |     | Ret | 21  | 22  |     |     |     |     |     |     |     |     |     | 0     |
| 41   | Azroy Hakeem Anuar      | Kalex      |     |     |     |     |     |     |     |     |     |     |     |     |     |     |     |     |     |     | 22  |     | 0     |
| 42   | Piotr Biesiekirski      | Kalex      |     |     |     |     |     |     |     |     | 23  |     |     | 24  |     |     |     |     |     |     |     |     | 0     |
|      | David Sanchis           | MV Agusta  |     |     |     |     |     |     |     |     |     |     |     |     |     |     |     |     |     |     | Ret |     | 0     |
| Pos. | Piloto                  | Moto       | QAT | INA | ARG | AME | POR | SPA | FRA | ITA | CAT | GER | NED | GBR | AUT | RSM | ARA | JPN | THA | AUS | MAL | VAL | Ptos. |

| Color          | Resultado                                                               |
| -------------- | ----------------------------------------------------------------------- |
| Oro            | Ganador                                                                 |
| Plata          | 2.ª plaza                                                               |
| Bronce         | 3.ª plaza                                                               |
| Verde          | Finalizó en los puntos                                                  |
| Azul           | Finalizó sin puntos                                                     |
| Azul           | NC - No clasificado                                                     |
| Violeta        | Ret - No terminó (Carrera)                                              |
| Rojo           | DNQ - No se clasificó                                                   |
| Negro          | DSQ - Descalificado                                                     |
| Blanco         | DNS - No empezó (carrera)                                               |
| Blanco         | WD - Retirado (fin de semana)                                           |
| Blanco         | C - Carrera cancelada                                                   |
| Sin color      | DNP - Inscrito pero no participó                                        |
| Sin color      | INJ - Lesionado                                                         |
| Sin color      | EX - Excluido                                                           |
| Estado         | Resultado                                                               |
| Negrita        | Pole position                                                           |
| Cursiva        | Vuelta rápida                                                           |
| †              | Abandona, pero clasifica al completar el porcentaje requerido para ello |
| Leyenda piloto |                                                                         |
| Color          | Significado                                                             |
|                | Piloto novato                                                           |

### Campeonato de Constructores
| Pos. | Constructor | QAT | INA | ARG | AME | POR | SPA | FRA | ITA | CAT | GER | NED | GBR | AUT | RSM | ARA | JPN | THA | AUS | MAL | VAL | Ptos. |
| ---- | ----------- | --- | --- | --- | --- | --- | --- | --- | --- | --- | --- | --- | --- | --- | --- | --- | --- | --- | --- | --- | --- | ----- |
| 1    | Kalex       | 1   | 1   | 1   | 1   | 1   | 1   | 1   | 1   | 1   | 1   | 1   | 1   | 1   | 2   | 1   | 1   | 1   | 2   | 1   | 1   | 477.5 |
| 2    | Boscoscuro  | 15  | 7   | 18  | 15  | 7   | Ret | Ret | 8   | 8   | 5   | 6   | 2   | 7   | 1   | 6   | 3   | 5   | 1   | 2   | 4   | 200.5 |
| 3    | MV Agusta   | 17  | 17  | 15  | 12  | Ret | 18  | 16  | Ret | 22  | Ret | 17  | 20  | 19  | 16  | 18  | 20  | 23  | 17  | 17  | 19  | 5     |
| Pos. | Constructor | QAT | INA | ARG | AME | POR | SPA | FRA | ITA | CAT | GER | NED | GBR | AUT | RSM | ARA | JPN | THA | AUS | MAL | VAL | Ptos. |

### Campeonato de Equipos
| Pos. | Equipo                       | N.º. Moto | QAT | INA | ARG | AME | POR | SPA | FRA | ITA | CAT | GER | NED | GBR | AUT | RSM | ARA | JPN | THA | AUS | MAL | VAL | Ptos. |
| ---- | ---------------------------- | --------- | --- | --- | --- | --- | --- | --- | --- | --- | --- | --- | --- | --- | --- | --- | --- | --- | --- | --- | --- | --- | ----- |
| 1    | Red Bull KTM Ajo             | 37        | 4   | 5   | Ret | 9   | Ret | 4   | 1   | 5   | 3   | 1   | 1   | 1   | 5   | 3   | 3   | 2   | 7   | Ret | 4   | 2   | 448.5 |
| 1    | Red Bull KTM Ajo             | 51        | 12  | 9   | 7   | Ret | Ret | 20  | Ret | 1   | 6   | 2   |     | DNS | 4   | 6   | 1   | 7   | 16  | 2   | Ret | 1   | 448.5 |
| 2    | Idemitsu Honda Team Asia     | 35        | DNS | 1   | 2   | Ret | Ret | Ret | 3   | Ret | 12  | 15  | 13  | 13  | 2   | 8   | 7   | 5   | Ret | 8   | Ret | Ret | 370   |
| 2    | Idemitsu Honda Team Asia     | 79        | 6   | 6   | 3   | 2   | Ret | 1   | 5   | 3   | 7   | 8   | 2   | 4   | 1   | 5   | 4   | 1   | 6   | 11  | Ret | Ret | 370   |
| 3    | Flexbox HP40                 | 9         | 7   | 13  | Ret | 5   | 3   | 10  | 9   | 12  | 14  | Ret | 12  | 8   | 11  | Ret | 8   | Ret | 20  | Ret |     |     | 287   |
| 3    | Flexbox HP40                 | 40        | 2   | 3   | 4   | Ret | Ret | 2   | 2   | Ret | 2   | 9   | DNS | 5   | 6   | 2   | 2   | Ret | 3   | 9   | 8   | Ret | 287   |
| 3    | Flexbox HP40                 | 72        |     |     |     |     |     |     |     |     |     |     |     |     |     |     |     |     |     |     | 20  | 12  | 287   |
| 4    | Inde GasGas Aspar Team       | 75        | 13  | 10  | 8   | 11  | Ret | 9   | 19  | 10  | Ret | 6   | Ret | Ret | 9   | 4   | Ret | 8   | 14  | 14  | 13  | 5   | 258.5 |
| 4    | Inde GasGas Aspar Team       | 96        | 11  | Ret | 5   | 3   | Ret | Ret | 21  | 6   | 4   | 11  | 3   | 3   | 3   | Ret | Ret | 4   | 4   | 3   | 3   | 7   | 258.5 |
| 5    | Elf Marc VDS Racing Team     | 8         |     |     |     |     |     |     |     |     |     |     |     |     | 17  | Ret | 16  |     |     |     |     | 9   | 253.5 |
| 5    | Elf Marc VDS Racing Team     | 14        | 5   | 8   | 6   | 1   | Ret | 3   | Ret | 4   | 10  | 10  | 7   | 12  | Ret | 7   | 5   | 6   | 1   | Ret | 1   | 3   | 253.5 |
| 5    | Elf Marc VDS Racing Team     | 22        | 3   | 4   | 10  | Ret | Ret | Ret | DNS | Ret | Ret | 3   | Ret | DNS |     |     |     | DNS | 19  | 12  | DNS |     | 253.5 |
| 6    | Beta Tools Speed Up          | 5         | 15  | 19  | 18  | 15  | 11  | Ret |     |     |     |     |     |     |     |     |     |     |     |     |     |     | 242.5 |
| 6    | Beta Tools Speed Up          | 21        |     |     |     |     |     |     | Ret | 8   | 8   | 7   | 6   | 2   | 7   | 1   | Ret | 3   | 5   | 1   | 2   | Ret | 242.5 |
| 6    | Beta Tools Speed Up          | 54        | 16  | 7   | Ret | Ret | 7   | Ret | Ret | 14  | 15  | 5   | 11  | 15  | Ret | Ret | 6   | Ret | Ret | 4   | 10  | 4   | 242.5 |
| 7    | Liqui Moly Intact GP         | 23        | 10  | 16  | 12  | 4   | 4   | 5   | 6   | 9   | 5   | 4   | Ret | Ret | 8   | 11  | Ret | 13  | 15  | 13  | 6   | 10  | 195.5 |
| 7    | Liqui Moly Intact GP         | 52        | 14  | 14  | 16  | 6   | 6   | 12  | 13  | 17  | 18  | 20  | 14  | 14  | 10  | 10  | Ret | Ret | Ret | 6   | 9   | 8   | 195.5 |
| 8    | Mooney VR46 Racing Team      | 13        | 1   | 2   | 1   | Ret | 2   | 6   | 8   | Ret | 1   | Ret | 4   | 6   | Ret | Ret | 10  | Ret | 10  | Ret | Ret | Ret | 165   |
| 8    | Mooney VR46 Racing Team      | 28        | 26  | 25  | Ret | Ret | Ret | 23  | Ret | 18  | 19  | Ret | Ret | 19  | 16  | Ret | 20  | Ret | 22  | Ret | 21  | Ret | 165   |
| 9    | Italtrans Racing Team        | 16        | 8   | 11  | 13  | 8   | 1   | 8   | 7   | 2   | Ret | 13  | 8   | 7   | 14  | 9   | 9   | 12  | 8   | Ret | Ret | 15  | 152   |
| 9    | Italtrans Racing Team        | 19        | Ret | 20  | Ret | 16  | Ret | 15  | 12  | Ret | 11  | Ret | 16  | 17  | Ret | Ret | 12  | 15  | Ret | Ret | 12  | 14  | 152   |
| 10   | Pertamina Mandalika SAG Team | 2         | 21  | 22  | Ret | Ret | 10  | 17  | Ret | DNS |     |     |     |     |     |     |     |     |     |     |     |     | 96.5  |
| 10   | Pertamina Mandalika SAG Team | 29        |     |     |     |     |     |     |     |     |     |     |     |     | 22  | 17  | Ret | 17  | 13  | 15  | 15  | Ret | 96.5  |
| 10   | Pertamina Mandalika SAG Team | 55        |     |     |     |     |     |     |     |     | Ret | 21  | 22  |     |     |     |     |     |     |     |     |     | 96.5  |
| 10   | Pertamina Mandalika SAG Team | 64        | 19  | 15  | 9   | 7   | 8   | 7   | 14  | 11  | 13  | 16  | 5   | 10  | 15  | 12  | 15  | 9   | 18  | 10  | 14  | 11  | 96.5  |
| 10   | Pertamina Mandalika SAG Team | 74        |     |     |     |     |     |     |     |     |     |     |     | 24  |     |     |     |     |     |     |     |     | 96.5  |
| 11   | Yamaha VR46 Master Camp Team | 18        | 20  | 18  | 14  | 13  | 5   | 16  | 11  | 20  | 9   | 12  | 9   | 11  | Ret | Ret | Ret | DNS | 25  | 5   | 5   | 6   | 92.5  |
| 11   | Yamaha VR46 Master Camp Team | 62        |     |     |     |     |     | 13  | 10  |     | 16  |     |     |     |     |     |     |     |     |     |     |     | 92.5  |
| 11   | Yamaha VR46 Master Camp Team | 81        | 23  | Ret | 19  |     | 12  |     |     | 22  |     | Ret | 21  | 23  | Ret | Ret | Ret | 18  | 9   | Ret | 16  | 17  | 92.5  |
| 12   | American Racing              | 4         | 25  | Ret | Ret | 17  | 13  | 22  | 20  | 23  | 21  | 17  | 19  | 22  | Ret | Ret | 21  | 19  | 11  | 18  | 18  | 18  | 78.5  |
| 12   | American Racing              | 6         | 9   | 12  | 11  | Ret | Ret | Ret | 4   | 7   | Ret | 14  | Ret | Ret | 13  | 14  | 11  | 11  | Ret | 7   | 7   | Ret | 78.5  |
| 13   | Gresini Racing Moto2         | 12        | Ret | 21  | Ret | 14  | 14  | 21  | 15  | 13  | Ret | Ret | 10  | 9   | Ret | Ret | 17  | 10  | 2   | Ret | 11  | 13  | 54    |
| 13   | Gresini Racing Moto2         | 61        | 22  | 24  | Ret | Ret | 15  | 11  | 18  | 19  | Ret | 19  | Ret | 18  | Ret | 15  | 14  | Ret | 21  | 16  | Ret | 16  | 54    |
| 14   | RW Racing GP                 | 7         | Ret | DNS |     | 10  | 9   | 14  | Ret | 16  | 17  | Ret | 15  | 16  | 12  | 13  | 13  | 14  | 12  | Ret | DNS |     | 30    |
| 14   | RW Racing GP                 | 11        |     |     |     |     |     |     |     |     |     |     |     |     |     |     |     |     |     |     |     | Ret | 30    |
| 14   | RW Racing GP                 | 20        |     |     |     |     |     |     |     |     |     |     |     |     |     |     |     |     |     |     | 22  |     | 30    |
| 14   | RW Racing GP                 | 84        | 24  | 23  | Ret | Ret | Ret | 19  | 17  | 21  | 20  | 18  | 18  | Ret | 18  | Ret | Ret | 16  | 17  | WD  |     | 21  | 30    |
| 15   | MV Agusta Forward Racing     | 24        | 18  | Ret | 17  | Ret | Ret | 18  | 16  | Ret | 22  | Ret | 20  | 20  | 20  | Ret | 19  | Ret | 24  | Ret |     | Ret | 5     |
| 15   | MV Agusta Forward Racing     | 42        | 17  | 17  | 15  | 12  | Ret | Ret | Ret | Ret | 24  | Ret | 17  | Ret | 19  | 16  | 18  | 20  | 23  | 17  | 17  | 20  | 5     |
| 15   | MV Agusta Forward Racing     | 98        |     |     |     |     |     |     |     |     |     |     |     |     |     |     |     |     |     |     | Ret |     | 5     |
| Pos. | Equipo                       | N.º. Moto | QAT | INA | ARG | AME | POR | SPA | FRA | ITA | CAT | GER | NED | GBR | AUT | RSM | ARA | JPN | THA | AUS | MAL | VAL | Ptos. |